# Hort de l'Adell
L'hort de l'Adell és una obra de les Cases d'Alcanar, a Alcanar inclosa a l'Inventari del Patrimoni Arquitectònic de Catalunya.

## Descripció
És un conjunt format per un habitatge i un jardí tancat, al davant, per un mur de maçoneria d'uns 3 metres d'alçada.
L'edifici principal es troba a l'extrem est del recinte, de cara al passeig marítim, obrint diverses portes i finestres vers ell. A més d'aquestes, hi ha dos accessos més al clos, essent la principal la del carrer Isaac Peral, que a més, té gravada, a l'arc de la porta la data "1876".
L'edifici té un cos central amb planta baixa i pis. Aquest té una part, a baix, que sobresurt respecte a la línia del carrer, i que té unes arcuacions, al primer pis, de mig punt que conformen unes finestres però que estan tancades. Als costats hi ha dos cossos més amb planta baixa i terrassa al damunt.
A la part superior hi ha un plafó que dissimula, en part, la teulada a doble vessant -tant a aquesta banda com a la interior-.
Les obertures, excepte per a les esmentades arcuacions, tenen llindes o es resolen amb un arc escarser.
L'arrebossat és totalment llis, només remarcant els emmarcaments d'algunes obertures. Tota la superfície esta emblanquinada.

## Història
S'hi ha fet una remodelació, que està inacabada, que n'ha canviat totalment el seu aspecte. S'ha reconvertit en un conjunt d'apartaments.